# اسکات کندی (بازیکن فوتبال)
اسکات کندی (انگلیسی: Scott Kennedy؛ زادهٔ ۳۱ مارس ۱۹۹۷) بازیکن فوتبال اهل کانادا است.
از باشگاه‌هایی که در آن بازی کرده‌است می‌توان به باشگاه فوتبال آستریا کلاگن‌فورت اشاره کرد.
وی همچنین در تیم ملی فوتبال کانادا بازی کرده‌است.